# Rhynchophion flammipennis
Rhynchophion flammipennis là một loài tò vò trong họ Ichneumonidae.